# Вандер-Лейк (Іллінойс)
Вандер-Лейк (англ. Wonder Lake) — селище (англ. village) в США, в окрузі Макгенрі штату Іллінойс. Населення — 4026 осіб (2010).

## Географія
Вандер-Лейк розташований за координатами 42°22′37″ пн. ш. 88°20′58″ зх. д. / 42.37694° пн. ш. 88.34944° зх. д. (42.377021, -88.349436).  За даними Бюро перепису населення США в 2010 році селище мало площу 15,35 км², з яких 12,38 км² — суходіл та 2,96 км² — водойми.

## Демографія
Згідно з переписом 2010 року, у селищі мешкало 4026 осіб у 1404 домогосподарствах у складі 1072 родин. Густота населення становила 262 особи/км².  Було 1608 помешкань (105/км²).
Расовий склад населення:
| - 94,8 % — білих - 1,0 % — азіатів - 0,4 % — корінних американців - 0,3 % — чорних або афроамериканців - 2,0 % — осіб інших рас |

До двох чи більше рас належало 1,5 %. Частка іспаномовних становила 6,8 % від усіх жителів.
За віковим діапазоном населення розподілялося таким чином: 27,5 % — особи молодші 18 років, 63,5 % — особи у віці 18—64 років, 9,0 % — особи у віці 65 років та старші. Медіана віку мешканця становила 36,5 року. На 100 осіб жіночої статі у селищі припадало 99,9 чоловіків;  на 100 жінок у віці від 18 років та старших — 100,2 чоловіків також старших 18 років.
Середній дохід на одне домашнє господарство  становив 78 205 доларів США (медіана — 72 150), а середній дохід на одну сім'ю — 84 529 доларів (медіана — 87 562). Медіана доходів становила 56 906 доларів для чоловіків та 45 000 доларів для жінок. За межею бідності перебувало 8,9 % осіб, у тому числі 12,8 % дітей у віці до 18 років та 0,0 % осіб у віці 65 років та старших.
Цивільне працевлаштоване населення становило 1948 осіб. Основні галузі зайнятості: освіта, охорона здоров'я та соціальна допомога — 20,4 %, виробництво — 14,1 %, роздрібна торгівля — 11,8 %, будівництво — 11,6 %.